# Xalxalqışlaq
Xalxalqışlaq è un comune dell'Azerbaigian situato nel distretto di Oğuz. Conta una popolazione di 249 abitanti.